# William Caulfeild
Pour les articles homonymes, voir Caulfeild.
Le major William Caulfeild fut un officier de l'armée britannique.
Il devint inspecteur des routes en Écosse en 1732 et après le départ du général Wade, il fut responsable pour superviser la construction de nouvelles routes et ponts.
Bien qu'il ne soit pas aussi bien connu que Wade, il est responsable de la construction de bien plus de routes que son prédécesseur. Le général Wade avait 400 km de routes sous sa responsabilité ainsi que 40 ponts et 2 forts alors que Caulfeild lui, en avait pour 1 400 km de routes et 600 ponts.
Le major Caulfeild mourut en 1767.